# Arthur de Lisle du Dréneuc
Pour les autres membres de la famille, voir Famille de Lisle.
Arthur de Lisle du Dréneuc, né Paul Arthur Delisle le 6 novembre 1836 à Nantes et mort le 24 avril 1895 dans sa ville natale, est un naturaliste français.

## Biographie
Arthur de l'Isle du Dréneuc est le fils d'un officier, Pierre de Lisle du Dreneuc, volontaire royaliste sous le général d'Andigné lors de la Chouannerie de 1815 et démissionnaire de l'armée en 1830, et d'Arsène Renée Bureau (tante de Léon Bureau). Il est le frère de Pitre de Lisle du Dréneuc.
Il s'est plus particulièrement intéressé aux Amphibiens. De l'Isle a découvert le Triton de Blasius. Par ses nombreuses observations, il a contribué à l'amélioration des connaissances sur les milieux aquatiques d'eau douce.

## Sources
- Émilien Maillard, Nantes et le département au XIXe siècle : littérateurs, savants, musiciens, & hommes distingués, 1891.